# Panique sur Seattle
Panique sur Seattle (Seattle Superstorm) ou Destruction Day est un téléfilm américain réalisé par Jason Bourque et diffusé le 31 mars 2012 sur Syfy.

## Synopsis
Un objet non identifié volant au-dessus de Seattle est abattu par l'armée, et déclenche par la suite une série de phénomènes météorologiques anormaux : orages, tornades et tremblements de terre. Tom Reynolds, scientifique de la NASA fraîchement arrivé dans la ville avec sa famille, va devoir tout faire pour se sortir de ce chaos et sauver ceux qu'il aime.

## Fiche technique
- Titre original : Seattle Superstorm
- Réalisation : Jason Bourque
- Scénario : Jeff Renfroe et David Ray
- Photographie : Mahlon Todd Williams
- Musique : Michael Neilson
- Société de production : MarVista Entertainment (en)
- Pays : États-Unis
- Durée : 95 minutes

## Distribution
- Esai Morales (VF : Patrick Borg) : Tom
- Ona Grauer (VF : Pauline Brunel) : Emma
- MacKenzie Porter (VF : Claire Baradat) : Chloe
- Jared Abrahamson (VF : Julien Bouanich) : Wyatt
- Martin Cummins (VF : Pierre Tessier) : Jacob Stinson
- Michelle Harrison (VF : Ivana Coppola) : Carolyn Gates
- Matty Finochio (VF : Alexis Tomassian) : Ben Jefroe
- Jim Sced : Merchant
- Brenda Crichlow : le reporter
- Owen Kwong : Paramédical